# 리노 로마노
리노 로마노(Rino Romano, 1959년 7월 1일 ~ )는 캐나다의 배우이다.
토론토에서 태어났다.

## 출연 작품
- 컴 백 록스타 (2010년)
- 드래곤랜스 - 가을 황혼의 용들 (2008년)
- 크루얼 벗 네시서리 (2005년)
- 스튜어트 리틀 3 (2005년)
- 배트맨 VS 드라큐라 (2005년)
- 배트맨 비욘드: 더 무비 (1999년)
- 록키 마르시아노 (1999년)
- 할로윈타운 (1998년)
- 가디언 시스템 (1997년)
- 루징 체이스 (1996년)
- 암흑의 질주 (1996년)
- 못말리는 서스펙트 (1996년)
- 폴링 포 유 (1995, Falling for You)
- 아이언 이글 4 (1995년)
- 클럽 (1994년)
- 크라임 웨이브 (1993년)
- 은반 위의 요정 (1990년)

### 텔레비전
- 고질라 (1998-2000)
- Roughnecks: Starship Troopers Chronicles (1999-2000)
- 더 배트맨 (2004-08)